# Малая Росляковка
Малая Росляковка— деревня в Жуковском районе Калужской области, в составе сельского поселения «Деревня Верховье».
Росляк — прозвищное имя, рослый человек, также от  славянского имени Родислав, Раслав , сродни Рославль или смешения обеих источников. Возможно от росл-як — поросль леса

## География
Расположена на севере Калужской области. Рядом — Передоль, Любицы. Находится на берегу реки Дырочная, притоке Протвы.

## Климат
Умеренно-континентальный с выраженными сезонами года: умеренно жаркое и влажное лето, умеренно холодная зима с устойчивым снежным покровом. Средняя температура июля +18 °C, января −9 °C. Теплый период длится в среднем около 220 дней.

## Население
| 2002 | 2010 |
| ---- | ---- |
| 21   | →21  |

## История
В 1782 году деревня Раслековка на речке Диришна, во владении Коллегии экономии, ранее Троице-Сергиевой Лавры. 
В 1896-1897 годах крестьянин Угодско-Заводской волости Малоярославецкого уезда деревни Малая Росляковка, Михаил Петрович Кондаков, старообрядец, имеет свидетельство  на право торговли и промыслов, содержит лавку мануфактурных товаров на Сенной площади.